# 再上場した企業一覧
再上場した企業一覧（さいじょうじょうしたきぎょういちらん）は、過去に上場廃止となり、再び上場した企業の一覧である（再上場後に、改めて上場廃止となったケースはここに含めない）。100パーセント減資を実施した企業も含まれる。
「T」は、テクニカル上場も同時に行ったケースを指す。

## ア行
- あおぞら銀行 （旧日本債券信用銀行） - 1998年上場廃止、2006年再上場
- ウェーブロックホールディングス - 2009年上場廃止、2017年再上場
- 永大産業 - 1978年更生法申請、2007年に東証2部に再上場
- エキサイトホールディングス - 2018年上場廃止、2023年再上場
- オークネット - 2008年上場廃止、2017年再上場
- オリエンタル白石T - 2008年上場廃止、2021年にOSJBホールディングスを吸収合併したため、再上場。

## カ行
- カチタス - 2012年上場廃止、2017年東証1部上場
- 川崎電気（現かわでん） - 2000年民事再生法申請、2004年JASDAQ上場
- 技研興業 - 1970年更生法申請、1983年再上場
- 紀陽銀行T - 2006年に和歌山銀行との経営統合のよる持株会社（紀陽ホールディングス）設立に伴い、東証1部上場廃止。2013年10月1日付で、紀陽HDを吸収合併したため、再上場。
- 神島化学工業 - 1978年上場廃止、店頭管理銘柄を経て1989年店頭公開

## サ行
- すかいらーく - 2006年上場廃止、2014年東証1部上場
- シーズクリエイト - 2008年上場廃止、2021年TOKYO PRO Market上場
- スシローグローバルホールディングス - 2009年上場廃止、2017年再上場
- 西武鉄道 - 2004年上場廃止、西武ホールディングスとして2014年東証1部上場
- ソフトバンク - 2005年上場廃止、2018年東証1部上場
- ソラスト - 2012年上場廃止、2016年東証1部上場

## タ行
- 大王製紙 - 1962年更生法申請、1982年再上場
- 大光銀行 - 1980年上場廃止、店頭管理銘柄を経て1990年店頭公開
- チムニー - 2010年にMBOにより上場廃止、2012年に東証2部再上場
- ツバキ・ナカシマ -  2007年上場廃止、2015年に再上場
- デクセリアルズ - 1999年に東証2部上場廃止、2015年に東証1部再上場
- 東北特殊鋼 - 1978年上場廃止、店頭管理銘柄を経て1997年店頭公開
- トーカロ - 2001年ジャスダック上場廃止、2003年に東証2部に再上場

## ナ行
- ナルミヤ・インターナショナル - 2010年上場廃止、2018年再上場
- 日本国土開発 - 1999年上場廃止、2019年再上場
- 日本ドライケミカル - 2000年上場廃止、2011年再上場
- 日本航空 - 2002年日本航空システム設立に伴い上場廃止（当社の商号が日本航空インターナショナルとなっていた2010年、日本航空システムから改称された当時の日本航空が上場廃止）、商号復帰後の2012年再上場

## ハ行
- バリオセキュア - 2009年上場廃止、2020年東証2部上場
- 日立マクセル（現マクセル） - 2010年上場廃止、2014年再上場
- フェニックス電機（現ヘリオス　テクノ　ホールディング） - 1995年更生法申請、2002年JASDAQ上場
- 不二サッシ - 1978年上場廃止、1981年不二サツシ工業、不二サツシ販売、東洋ハウジングと合併。1992年再上場。
- ベルシステム24ホールディングス - 2005年上場廃止、2015年再上場
- 北洋銀行T - 2001年に札幌銀行との経営統合のよる持株会社（札幌北洋ホールディングス）設立に伴い、東証1部上場廃止。2012年10月1日付で、札幌北洋HDを吸収合併したため、再上場。

## マ行
- マックスバリュ東海（旧ヤオハンジャパン） - 1997年更生法申請、2004年に東証2部に再上場
- マクロミル - 2014年上場廃止、2017年東証に再上場
- マルハニチロT（旧マルハ→マルハニチロ水産） - 2004年に株式移転による持株会社（マルハグループ本社）設立のため東証1部上場廃止、2014年4月1日に事業会社に移行のため、持株会社のマルハニチロホールディングスとの間でテクニカル上場を行い東証1部に再上場

## ヤ行
- 雪国まいたけ - 2015年上場廃止、2020年再上場

## ラ行
- ローランド - 2014年上場廃止、2020年再上場

## ワ行
- ワールド - 2005年上場廃止、2018年再上場